# Puente del Arte
El Puente del Arte (en macedonio: Мост на уметноста) es un puente peatonal sobre el río Vardar en el centro de Skopie, Macedonia del Norte. El puente cuenta con muchas estatuas de artistas y músicos reconocidos de Macedonia del Norte. El puente está situado entre el Puente de la Libertad y el puente del ojo. Fue construido como parte del gran proyecto Skopie 2014 con un costo de construcción de 2,5 millones de €. El puente incluye 29 esculturas, con 14 en cada lado y una en el centro. tiene 83 metros (272,3 pies) de longitud y 9,2 m (30,2 pies) de ancho, mientras que la parte central del puente es de 12 m (39,4 pies) de ancho.

## Estatuas
| - Vojdan Černodrinski - Živko Čingo - Jordan Džinot - Stefan Gajdov - Adem Gajtani - Vasil Iljoski - Slavko Janevski - Blaže Koneski - Dimitar Kondovski - Lazar Ličenoski - Nikola Martinoski - Miladinov Brothers - Petar Mazev - Vančo Nikoleski - Vlastimir Nikolovski - Dimitar Pandilov - Murteza Peza - Stale Popov - Toše Proeski - Trajko Prokopiev - Grigor Prličev - Petre Prličko - Kočo Racin - Todor Skalovski - Aco Šopov - Nikola Vapcarov - Nedžati Zekirija |